# Zuzana Škvareková
Zuzana Škvareková (Ružomberok, 18 dicembre 1970) è un'ex cestista slovacca, fino al 1992 cecoslovacca.

## Carriera
Con la Slovacchia ha disputato i Campionati mondiali del 1998 e due edizioni dei Campionati europei (1997, 2001).

## Statistiche
Dati aggiornati all'8 aprile 2012
| Stagione        | Squadra         | Competizione | Partite | Partite | Partite | Statistiche tiro | Statistiche tiro | Statistiche tiro | Altre statistiche | Altre statistiche | Altre statistiche | Altre statistiche | Altre statistiche |
| Stagione        | Squadra         | Competizione | Pres.   | Titol.  | Minuti  | Tiri da 2        | Tiri da 3        | Liberi           | Rimb.             | Assist            | Rubate            | Stopp.            | Punti             |
| --------------- | --------------- | ------------ | ------- | ------- | ------- | ---------------- | ---------------- | ---------------- | ----------------- | ----------------- | ----------------- | ----------------- | ----------------- |
| 2001-2002       | Trogylos Priolo | Serie A1     | 20      |         | 689     | 73/163           | 7/28             | 18/32            | 124               | 4                 | 43                |                   | 185               |
| Totale carriera |                 |              |         |         |         |                  |                  |                  |                   |                   |                   |                   |                   |